# العلاقات الفلبينية الكولومبية
العلاقات الفلبينية الكولومبية هي العلاقات الثنائية التي تجمع بين الفلبين وكولومبيا.

## مقارنة بين البلدين
هذه مقارنة عامة ومرجعية للدولتين:
| وجه المقارنة                                              | الفلبين                       | كولومبيا        |
| --------------------------------------------------------- | ----------------------------- | --------------- |
| المساحة (كم2)                                             | 343.45 ألف                    | 1.14 مليون      |
| عدد السكان (نسمة)                                         | 104.92 مليون                  | 49.07 مليون     |
| الكثافة السكانية (ن./كم²)                                 | 305.49                        | 43.04           |
| العاصمة                                                   | مانيلا                        | بوغوتا          |
| اللغة الرسمية                                             | اللغة الفلبينية، لغة إنجليزية | اللغة الإسبانية |
| العملة                                                    | بيسو فلبيني                   | بيزو كولومبي    |
| الناتج المحلي الإجمالي (بليون دولار)                      | 313.60 مليار                  | 309.19 مليار    |
| الناتج المحلي الإجمالي (تعادل القوة الشرائية) بليون دولار | 743.90 مليار                  | 724.96 مليار    |
| الناتج المحلي الإجمالي الاسمي للفرد دولار أمريكي          | 2.90 ألف                      | 7.60 ألف        |
| الناتج المحلي الإجمالي للفرد دولار أمريكي                 | 7.39 ألف                      | 13.36 ألف       |
| مؤشر التنمية البشرية                                      | 0.668                         | 0.720           |
| رمز المكالمات الدولي                                      | +63                           | +57             |
| رمز الإنترنت                                              | .ph                           | .co             |
| المنطقة الزمنية                                           | توقيت الفلبين                 | 00              |

## مدن متوأمة
في ما يلي قائمة باتفاقيات التوأمة بين مدن فلبينية وكولومبية:
- ترتبط مانيلا مع كالي باتفاقية توأمة منذ 1966.[18][18][18][18]

## منظمات دولية مشتركة
يشترك البلدان في عضوية مجموعة من المنظمات الدولية، منها:
| علم المنظمة | اسم المنظمة                               | تاريخ انضمام الفلبين | تاريخ انضمام كولومبيا |
| ----------- | ----------------------------------------- | -------------------- | --------------------- |
|             | وكالة ضمان الاستثمار متعدد الأطراف        | 8 فبراير 1994        | 30 نوفمبر 1995        |
|             | منظمة الشرطة الجنائية الدولية             | ?                    | ?                     |
|             | منظمة حظر الأسلحة الكيميائية              | ?                    | ?                     |
|             | منظمة التجارة العالمية                    | 1995                 | ?                     |
|             | الفريق المعني برصد الأرض                  | ?                    | ?                     |
|             | الأمم المتحدة                             | 24 أكتوبر 1945       | 5 نوفمبر 1945         |
|             | مؤسسة التمويل الدولية                     | 12 أغسطس 1957        | 20 يوليو 1956         |
|             | يونسكو                                    | 21 نوفمبر 1946       | 31 أكتوبر 1947        |
|             | مؤسسة التنمية الدولية                     | 28 أكتوبر 1960       | 16 يونيو 1961         |
|             | البنك الدولي للإنشاء والتعمير             | 27 ديسمبر 1945       | 24 ديسمبر 1946        |
|             | المنظمة الهيدروغرافية الدولية             | ?                    | ?                     |
|             | الاتحاد البريدي العالمي                   | ?                    | ?                     |
|             | المركز الدولي لتسوية المنازعات الاستشارية | 17 ديسمبر 1978       | 14 أغسطس 1997         |
|             | الاتحاد الدولي للاتصالات                  | 25 مايو 1912         | 25 أغسطس 1914         |

## وصلات خارجية
- موقع وزارة الخارجية الفلبينية
- موقع وزارة الخارجية الكولومبية